# Raymond J. Barry
Raymond John Barry (Hempstead (New York), 14 maart 1939) is een Amerikaans acteur.

## Biografie
Barry doorliep de high school aan de Lynbrook High School op Long Island (New York), en ging daarna studeren aan de Brown-universiteit in Providence (Rhode Island). Hij behaalde zijn doctoraat en ging toen acteren leren aan de Yale Drama School in New Haven (Connecticut).
Barry is getrouwd en heeft hieruit vier kinderen.

## Filmografie

### Films
Selectie:
- 2016 The Purge: Election Year - als Caleb Warrens
- 2014 3 Days to Kill - als werknemer CIA
- 2011 The River Murders – als Trent Verdon
- 2009 The Shortcut – als oude man / Ivor Hartley
- 2008 Hotel California – als Dmitri
- 2007 The Death and Life of Bobby Z – als Stanley
- 2006 Little Children – als Bullhorn Bob
- 2003 The Tulse Luper Suitcases, Part 1: The Moab Story – als Stephen Figura
- 2003 Just Married – als mr. Leezak
- 2001 Training Day – als Lou Jacobs
- 2001 The Deep End – als Charlie Nagel
- 1998 Return to Paradise – als vader van de sheriff
- 1997 Flubber – als Chester Hoenicker
- 1997 Mad City – als Dobbins
- 1996 The Chamber – als Pollie Wedge / Donnie Sayhail
- 1995 Dead Man Walking – als Earl Delacroix
- 1995 Sudden Death – als vice-president
- 1994 The Ref – als luitenant Huff
- 1993 Cool Runnings – als Kurt Hemphill
- 1993 Falling Down – als kapitein Yardley
- 1991 K2 – als Claiborne
- 1991 Nothing But Trouble – als Mark
- 1989 Born on the Fourth of July – als mr. Kovic
- 1986 Slow Burn – als Gerald McMurty
- 1985 Year of the Dragon – als Luis Bukowski
- 1985 Insignificance – als vader van balspeler
- 1978 An Unmarried Woman – als Edward
- 1977 The Goodbye Girl – als Richard III castlid

### Televisieseries
Uitgezonderd eenmalige gastrollen.
- 2022 Snowfall - als oude man James - 2 afl.
- 2019 13 Reasons Why - als mr. Chatham - 3 afl.
- 2017 - 2018 The Gifted - als Otto Strucker - 2 afl.
- 2018 Shooter - als August Russo - 2 afl.
- 2016 - 2017 Ice - als Isaac Green - 4 afl.
- 2017 Gotham - als The Shaman - 4 afl.
- 2016 Ray Donovan - als Dmitri - 4 afl.
- 2014 - 2015 The 100 - als Dante Wallace - 9 afl.
- 2010 – 2012 Justified – als Arlo Givens – 18 afl.
- 2011 CSI: Crime Scene Investigation – als Arvin Thorpe – 3 afl.
- 2008 – 2010 Cold Case – als Paul Cooper – 8 afl.
- 2008 – 2009 The Cleaner – als Bill Banks – 2 afl.
- 2008 Welcome to the Captain – als de generaal – 2 afl.
- 2004 Alias – als senator George Reed – 2 afl.
- 1998 – 1999 Hyperion Bay – als Frank Sweeny – 17 afl.
- 1994 – 1999 The X-Files – als senator Richard Matheson – 3 afl.
- 1999 Wasteland – als ?? – 2 afl.
- 1987 – 1988 The Oldest Rookie – als luitenant Marco Zaga – 8 afl.

## TheaterwerkBroadway
- 1979 Zoot Suit – als sergeant Smith / Bailiff / Zeeman
- 1977 Happy End – als Johnny Flint
- 1975 The Leaf People – als Gitaucho